# 有珠山ロープウェイ

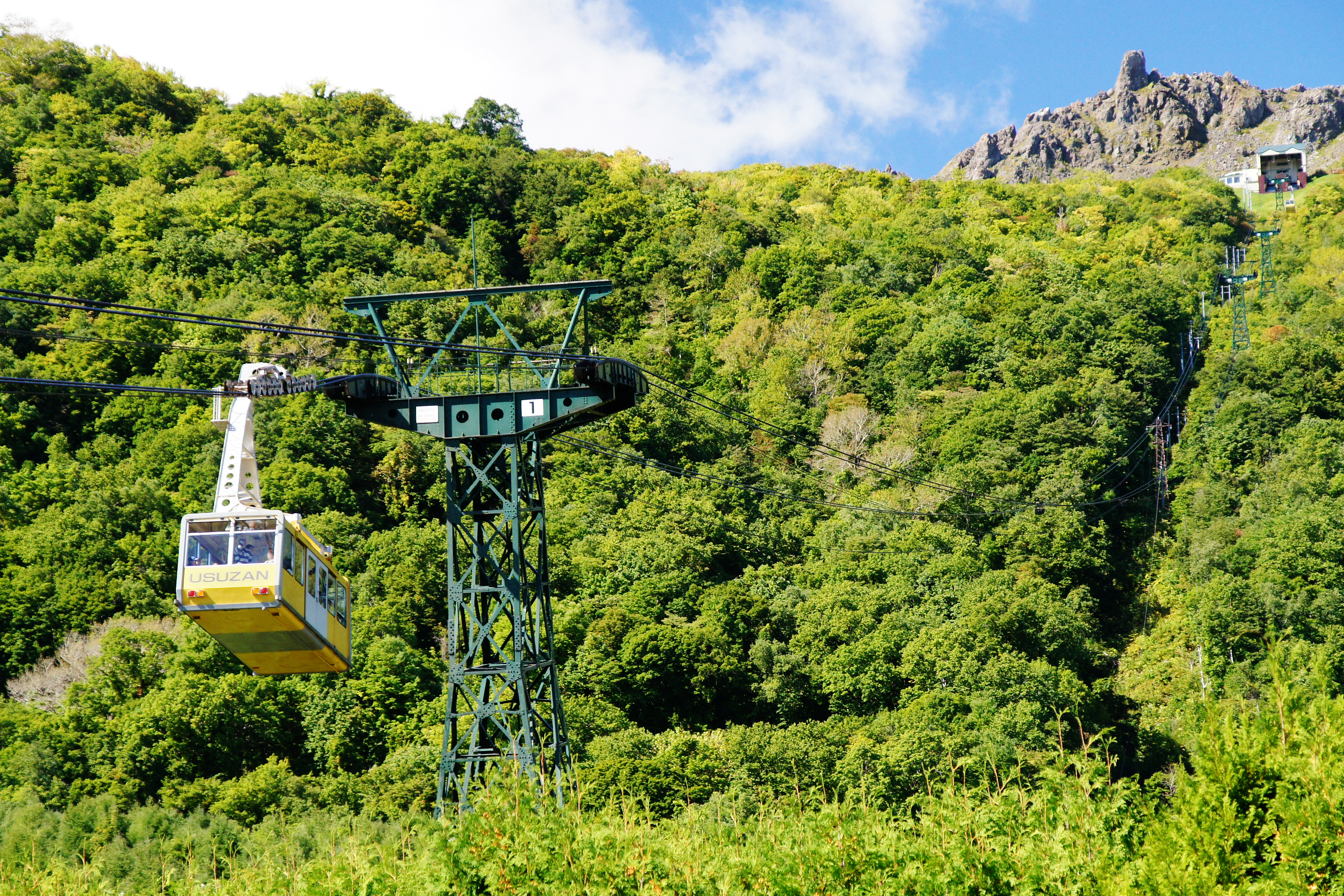
有珠山ロープウェイ

有珠山ロープウェイ（うすざんロープウェイ）は、北海道有珠郡壮瞥町にあるロープウェイである。

## 概要
有珠山の壮瞥町側、有珠山と昭和新山に挟まれた地点と、有珠山の大有珠（通称　旧「前立岩」）下を結ぶ。索道が結ぶ区間は、すべて壮瞥町域に属する。
1981年、（旧）虻田町（現洞爺湖町）洞爺湖温泉のわかさいも本舗が経営権取得。現在は、同社が設立した子会社「ワカサリゾート」（2000年設立）の有珠山事業部が運行を担っている。

### 路線データ
- 許可年月日 : 1963年9月3日[5]
- 運輸開始年月日 : 1965年4月18日[5]
- 路線距離（営業キロ） : 1370m[5]
- 方式 : 四線交走式　2支索2えい索[5]
- 駅数 : 2駅（起終点駅含む）
- 高低差 : 約356m[5]
- 搬器定員 : 106人[5]

### 運行形態
- 原則の運行間隔は、15分間隔[4]。
- 所要 6分[4]。
- 季節・時期により、運行の開始・終了時間は異なる[4]。

## 沿革
- 1965年（昭和40年） - 有珠山ロープウェイ開業[6][7]。
- 1977年（昭和52年） - 有珠山噴火（1977年 - 1978年噴火）[2]。大被害を被る[8][9][10][11][12]
- 1981年（昭和56年） - わかさいも本舗が有珠山ロープウェイの経営権取得[2]。
- 1982年（昭和57年）5月 - 有珠山噴火の活動終息を宣言[13]。
- 1982年（昭和57年）7月 - 噴火後の惨状より復旧、営業再開[2][14]。
- 1988年（昭和63年） - 搬器交換[5][15]。
- 1989年（平成元年） - 山麓駅の付帯施設「昭和新山火山村」開業[2][3]。
- 2000年（平成12年）3月 - 有珠山噴火（2000年噴火）[2][3]。
- 2000年（平成12年）9月 - わかさいも本舗が、ワカサリゾート株式会社を設立[2][3]。

## 駅一覧
- 昭和新山山麓駅（北緯42度32分20.3秒 東経140度51分36.9秒 / 北緯42.538972度 東経140.860250度）
  - 周辺の主な見所・施設
    - 昭和新山火山村（「カフェレストラン噴火亭」「噴火体験室」「北海道葡萄酒館」）
    - 昭和新山熊牧場
- 有珠山山頂駅（北緯42度32分25.2秒 東経140度50分39.2秒 / 北緯42.540333度 東経140.844222度）
  - 周辺の主な見所・施設
    - 洞爺湖展望台
    - 有珠火口原展望台
    - 外輪山展望台

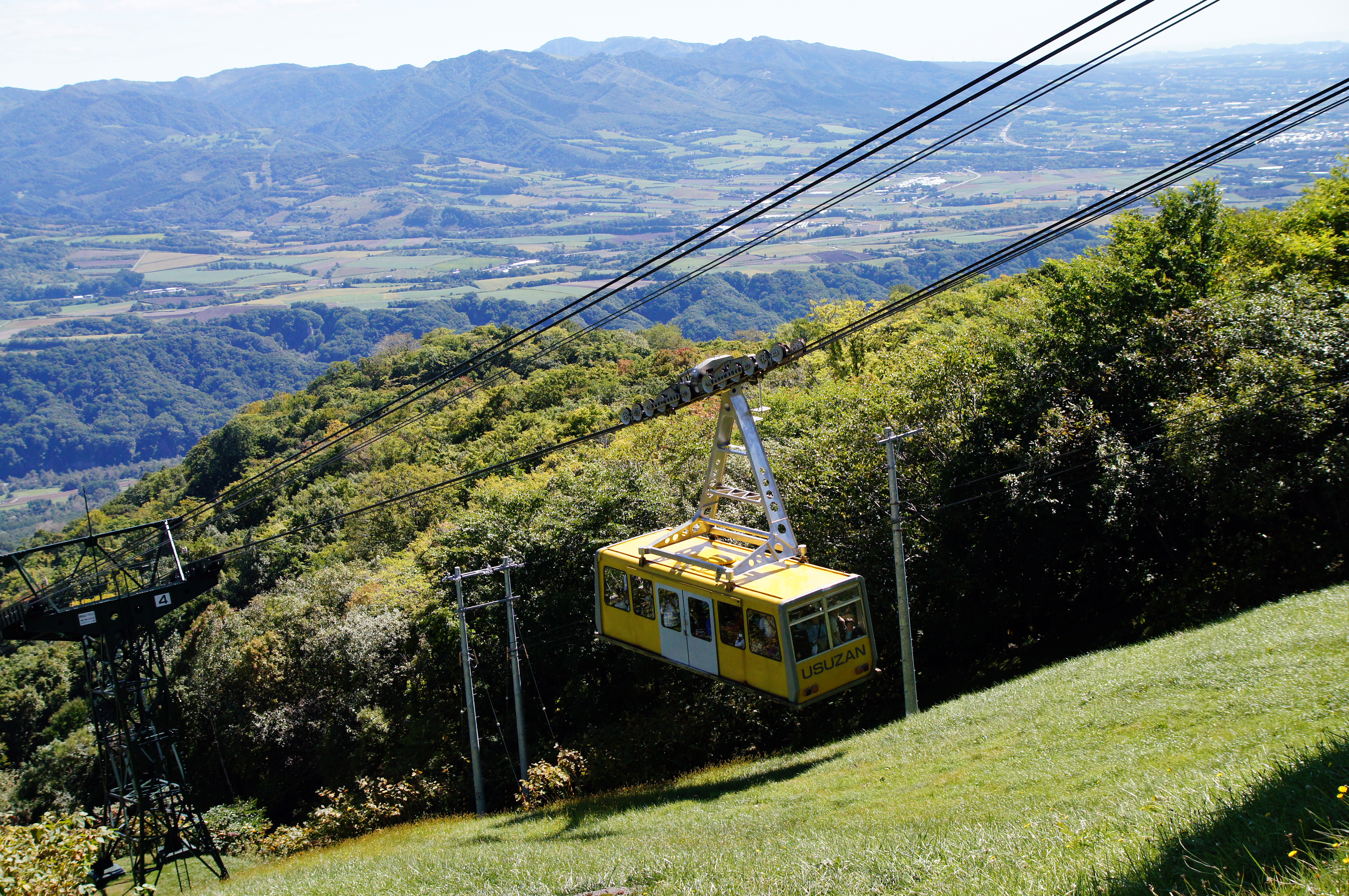
山麓駅へ向かう有珠山ロープウェイ
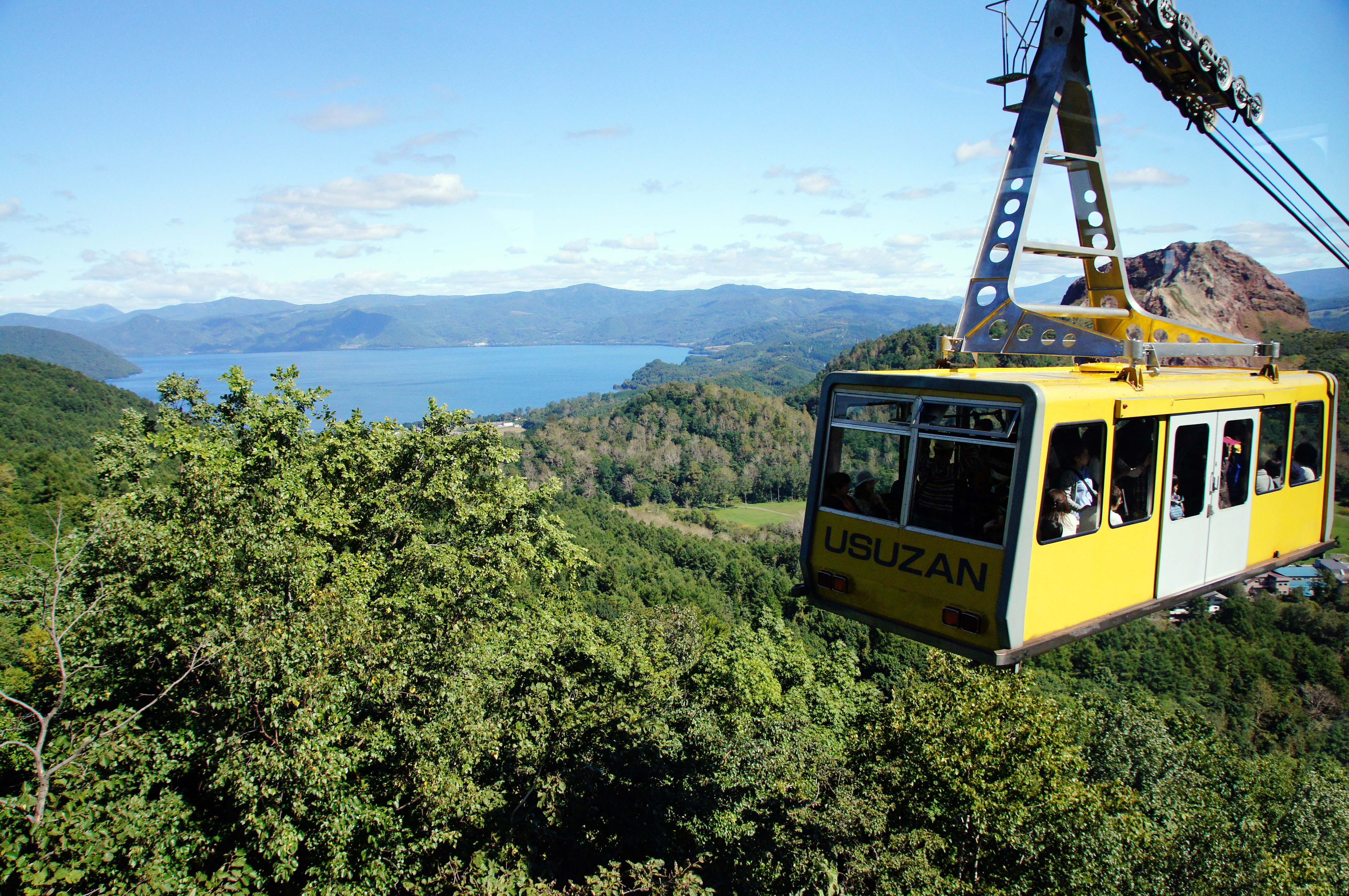
ロープウェイから洞爺湖の眺め
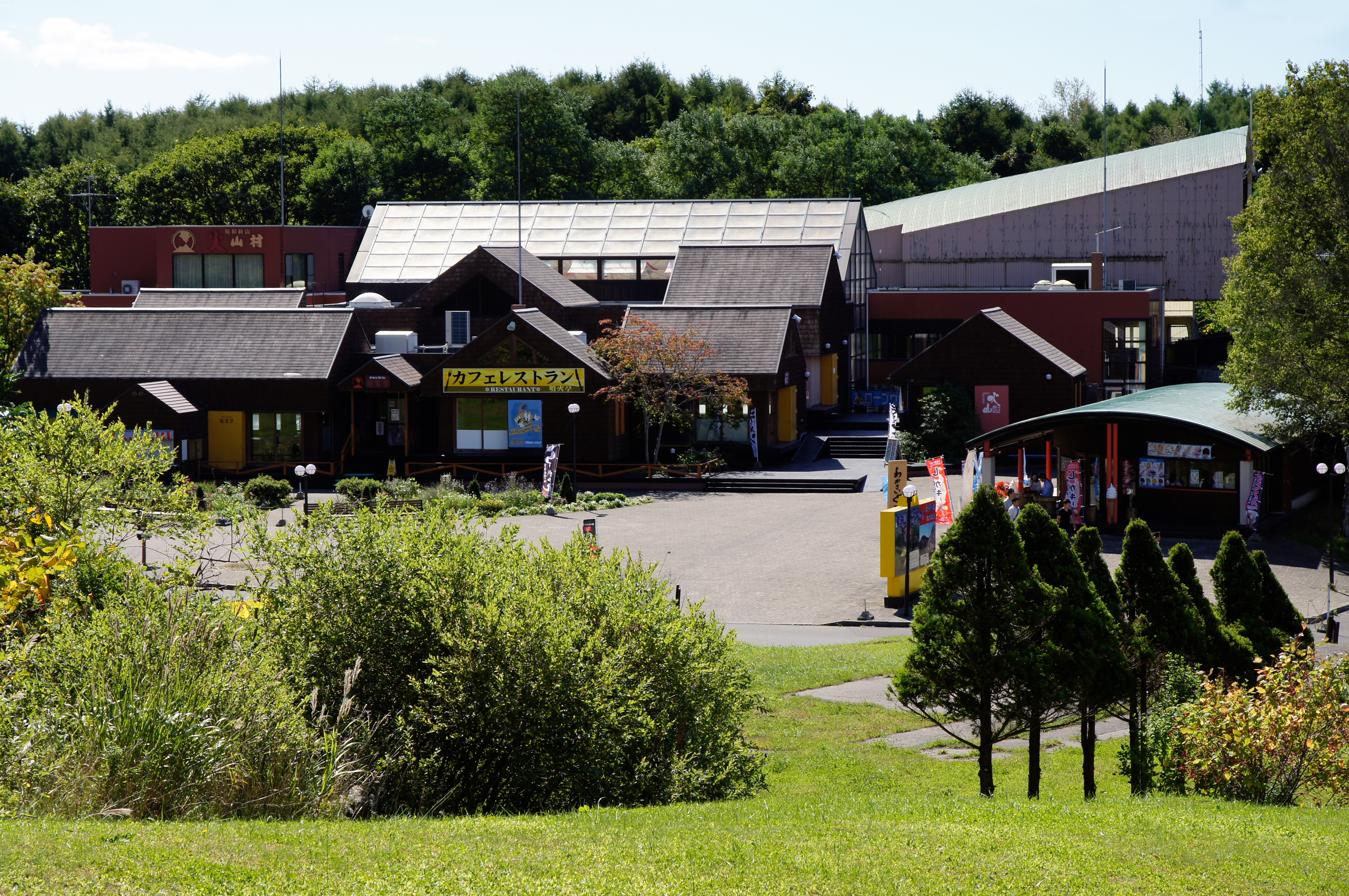
山麓駅
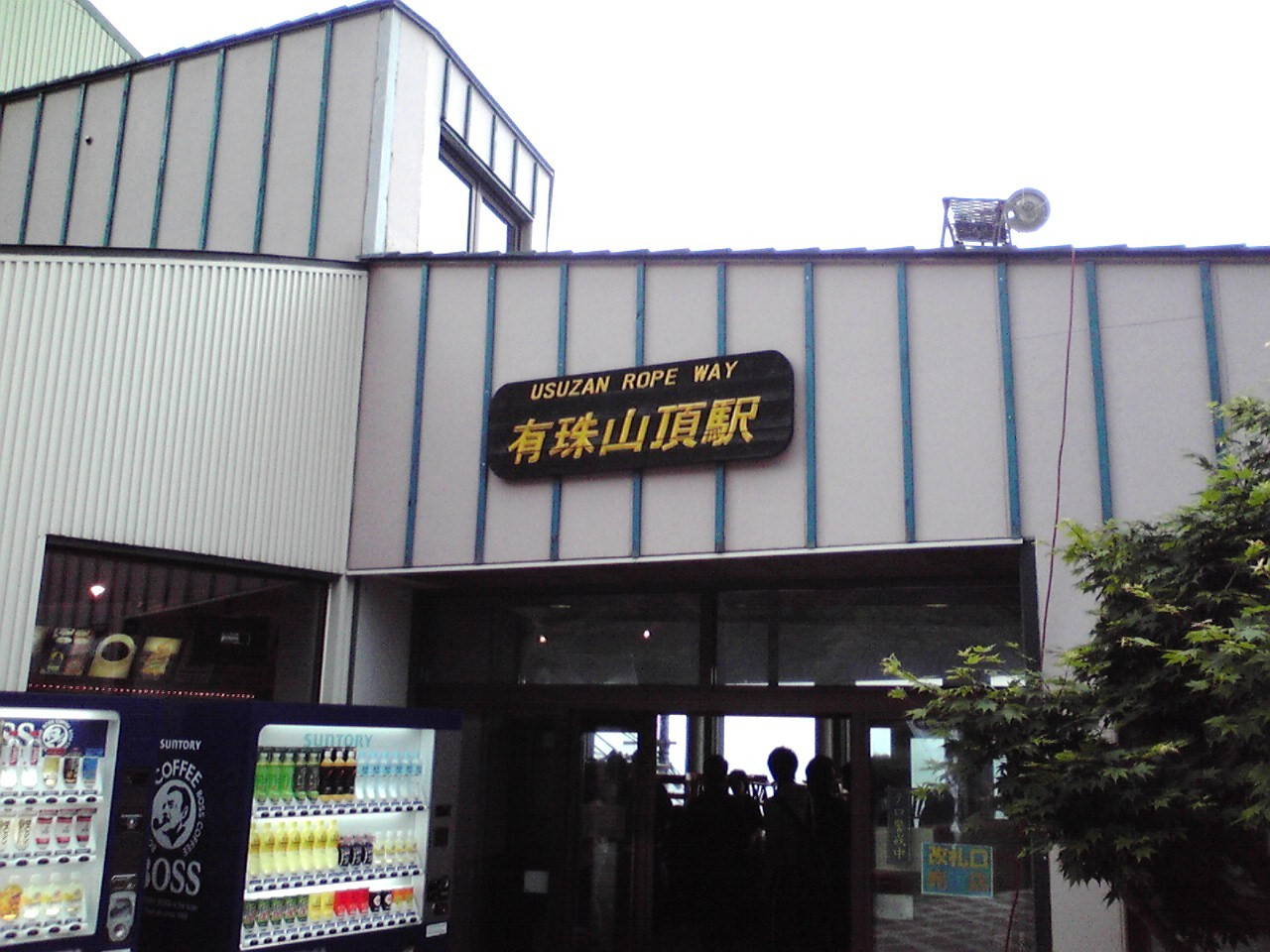
山頂駅

## アクセス
- 北海道道703号洞爺湖公園線に沿った場所に位置する。
- 道央自動車道伊達インターチェンジから約15分[16]。
- 洞爺湖温泉より道南バス昭和新山行終点下車[16]。（季節運転）

## その他
- かつて、有珠山登山のための公共交通手段として当ロープウェイの他、1985年頃「有珠観光開発」[17]なるバス会社により、伊達市有珠町と有珠山の外輪山頂上の間を結ぶ路線バスが存在したが、程なく撤退している[18]。
- 山麓駅にはからくり時計が設置されており、毎正時に稼働する。